# Lynet (film)
 For alternative betydninger, se Lynet. (Se også artikler, som begynder med Lynet)
Lynet er en dansk film fra 1934 efter et manuskript af Fleming Lynge og Paul Sarauw. Den er instrueret af George Schnéevoigt og produceret af Nordisk Film A/S.
Filmen er en kriminalkomedie og havde premiere i biografen Palads Teatret i København den 26. september 1934.
Blandt de medvirkende kan nævnes:
- Peter Malberg
- Maria Garland
- Holger-Madsen
- Else Jarlbak
- Svend Bille
- Inger Stender
- Johannes Meyer
- Carl Fischer
- Kaj Mervild
- Henny Krause
- Knud Heglund
- Henry Nielsen